# Thất tình

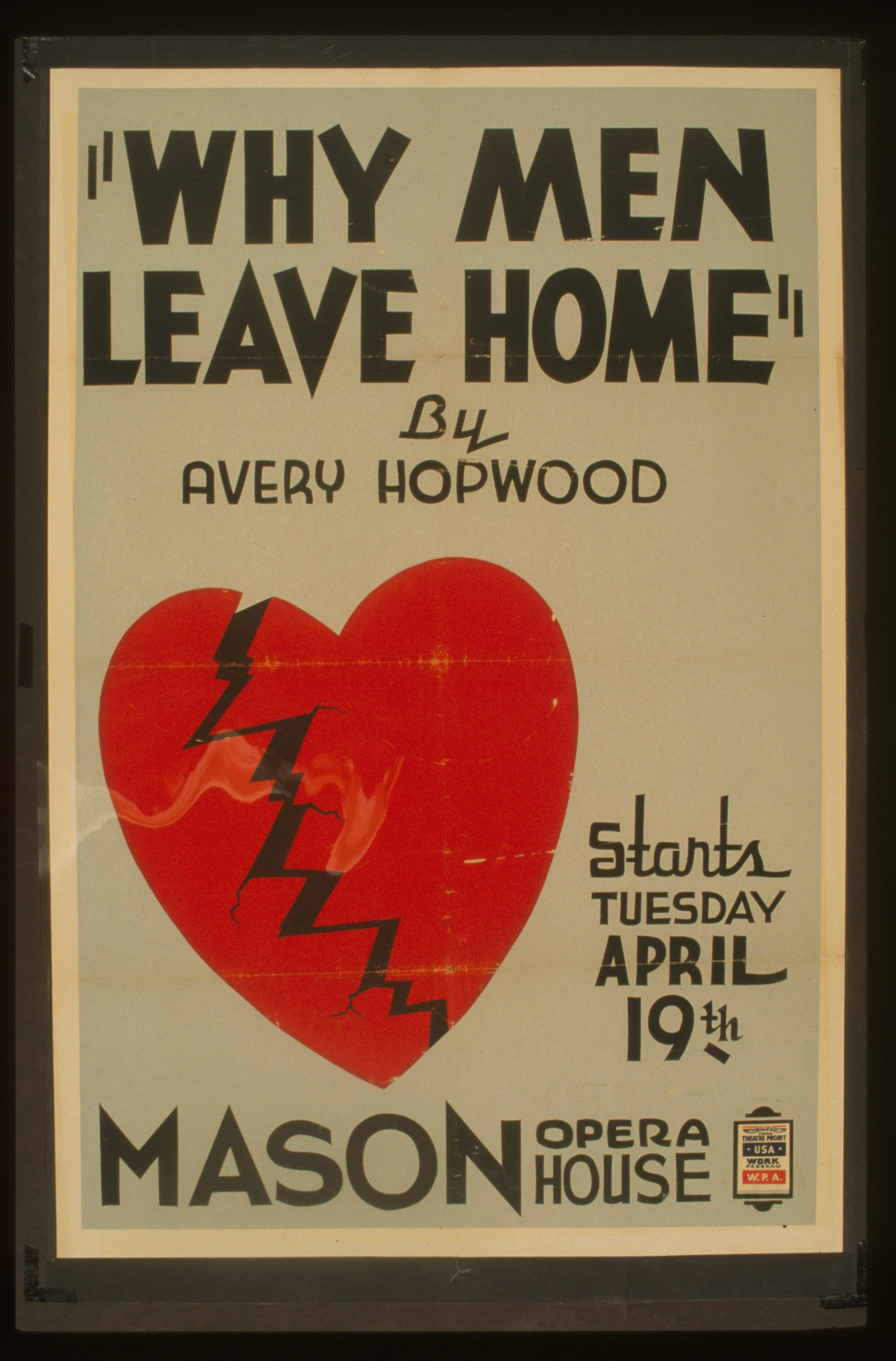
Áp phích năm 1938 cho một chuyển thể từ tác phẩm Why Men Leave Home của Avery Hopwood, thể hiện biểu tượng trái tim nứt nẻ như một ẩn dụ cho sự bất hạnh trong tình yêu

Thất tình là trạng thái một chiều trong quan hệ luyến ái không được bên kia đáp lại tình cảm của mình dành cho đối tượng một cách tha thiết, việc từ chối đáp lại tình cảm này được thực hiện công khai hoặc ngầm hiểu là như vậy, điều đó trực tiếp gây ra những trạng thái cảm xúc qua nhiều cung bậc khác nhau, từ sự buồn chán, đau khổ, cô đơn, hoang mang cho đến tổn thương, thậm chí là nguy cơ tự tử hoặc trả thù, nó là biểu hiện của sự bất toại nguyện, không đạt được mục đích mà mình muốn trong tình cảm. Phạm vi thất tình có thể là trong giai đoạn tán tỉnh, cưa cẩm lẫn nhau của những đôi trai gái nhưng một bên bị từ chối hoặc ở giai đoạn hai bên đã nảy sinh tình cảm, thậm chí là có tình yêu nhưng vì lý do nào đó một bên không còn tình cảm hoặc đã chia tay mà bên kia vẫn muốn níu kéo.

## Tổng quan
Đặc điểm cơ bản nhất, quan trọng nhất của thất tình là sự đau khổ, có nghiên cứu khẳng định rằng lời từ chối yêu từ miệng người thương khiến các chàng trai cô gái cảm thấy cơ thể thực sự đau đớn và những cơn đau cảm xúc dữ dội có thể kích hoạt các phản ứng của não tương tự như khi họ gặp phải cơn đau thể chất. Tuy nhiên nỗi đau thất tình thường không chia đều cho cả hai người trong cuộc, người chủ động chia tay thường có sự chuẩn bị, tính toán trước do đó ít đau khổ hơn. Ngược lại, phía thụ động chưa được chuẩn bị tốt về tâm lý, thậm chí hoàn toàn bị bất ngờ do đó có thể họ sẽ bị đau đớn, tổn thất nhiều hơn. Sự tổn thương do thất tình đặc biệt dai dẳng khi đó là mối tình đầu. Sau khi chia tay, phụ nữ dễ bị tổn thương hơn nam giới và họ thường có nhiều hành động dại dột. Họ có thể liên tục nhắn tin gọi điện cho người yêu, thổ lộ nỗi nhớ thương trên mạng xã hội, đặc biệt là mạng xã hội Facebook hy vọng người đó quay lại hay đi tìm kiếm sự khỏa lấp ở một người đàn ông khác hoặc nhiều hành động liều lĩnh khác.
Thất tình còn có nguyên nhân do tính chất công việc đem lại, có những người làm một số công việc có xác suất thất tình cao hơn. Trong thời đại hiện nay, nhất là sự phát triển của công nghệ thông tin thì thất tình càng không phải là chuyện đơn giản. Chuyện ai chia tay trước không phải là điều quan trọng mà thực tế cho thấy, nỗi đau, sự buồn tủi, cô đơn và cay đắng là tương tự nhau, và để vượt qua cuộc chia tay lại khó khăn hơn rất nhiều. Lý do ở đây là sự hiện diện ngày càng sâu sắc hơn của các mạng xã hội, đặc biệt là mạng xã hội Facebook.
| “                                    | Các mạng xã hội, đặc biệt là Facebook càng khiến bạn khó khăn hơn trong việc quên đi một người bởi hằng ngày, thậm chí là hàng giờ, bạn bị ngập chìm trong các thông tin liên quan tới người ấy. Bên cạnh đó, những tin nhắn trên chiếc điện thoại giúp việc liên lạc được dễ dàng hơn lại vô tình gây ra nhiều cảm xúc lẫn lộn. Vì vậy, trừ phi bạn có hành động cụ thể để chống lại những điều này nếu không hằng ngày bạn sẽ mãi bị dằn vặt bởi nỗi đau không bao giờ nguôi ngoai. | ” |
| — Belisa Vranich - Chuyên gia tâm lý | |   |

## Biểu hiện
Khi rơi vào trạng thái thất tình, cả đàn ông và phụ nữ đều có chung những biểu hiện buồn chán. Tuy nhiên, các biểu hiện của hai giới khác nhau tùy vào giới tính và hoàn cảnh. Nhìn chung cảm giác đau đớn khi bị ruồng bỏ đều giống nhau, chỉ khác ở bản tính. Nam giới với bản tính chủ động, mạnh mẽ, hướng ngoại nên họ thường thoát khỏi nỗi đau thất tình dễ dàng và nhanh chóng hơn. Còn nữ giới thì do bản tính yếu đuối, lệ thuộc, đa sầu đa cảm nên họ khó thoát khỏi nỗi đau thất tình hơn.

### Nữ giới

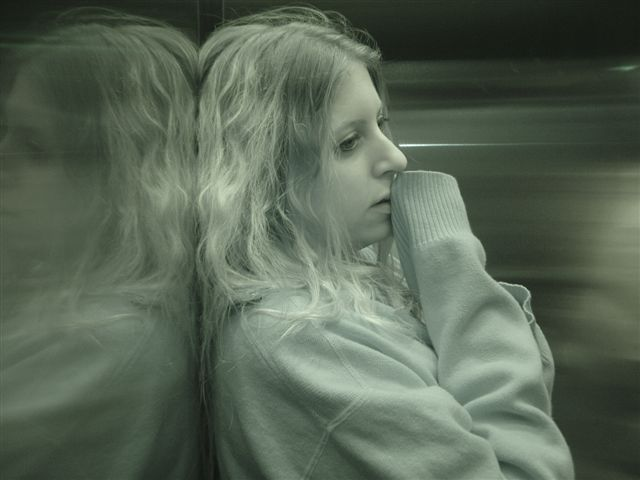
Hình chụp cảnh một cô gái đang đau khổ

Những người phụ nữ khi bị bạn trai bỏ rơi có thể cảm thấy tổn thương nặng nề, một số người ngồi khóc, thậm chí có người muốn tự tử chỉ vì từ nay không được ở bên cạnh người mình yêu. Số khác thì khi mối quan hệ kết thúc sẽ thấy có chút buồn trong một thời gian dài và cô đơn, có tâm sự bạn nữ thì hoàn cảnh là sống qua những ngày tăm tối, những ngày đầy nước mắt, những nỗi cô đơn dai dẳng, sự tủi hờn không thể đong đếm. Một số phụ nữ trẻ có điều kiện thường có thói quen sau khi đã ngừng khóc lóc, than thở thì họ thường vào các trang mạng và thể hiện sự tức giận với người yêu cũ vì anh ấy đã không biết trân trọng mình và muốn chứng minh mình có thể độc lập bằng cách đưa lên đó một thông điệp như có cuộc hẹn hò hoặc đưa lên một bức ảnh đang tình tứ khoác vai một anh chàng trai khác... Tuy nhiên các chuyên gia đánh giá đây là hành động dại dột.
| “                                  | Bạn sẽ biến mình thành kẻ ngốc nghếch khi nghĩ rằng đưa những thông tin như bạn đang để ý tới anh chàng khác, cuộc sống của bạn bây giờ bận rộn và thú vị ra sao để chỉ ra bạn đã quên đi chàng thì bạn đã nhầm. Hành động này chỉ nói lên một điều là bạn vẫn đang tự trói buộc bản thân với mối quan hệ cũ | ” |
| — Belisa Vranich-Chuyên gia tâm lý | |   |

Chuyên gia này cũng nhấn mạnh thêm rằng:
| “                                  | Việc trang điểm thật đẹp và đi ra ngoài hẹn hò là rất tuyệt nhưng nếu sau đó, bạn chạy về nhà và up hết tất cả những điều đó lên mạng chỉ khiến cuộc sống của mình càng trở nên tệ hại hơn. Dù việc dừng tham gia vào mạng xã hội là điều không tưởng nhưng bạn hoàn toàn có thể hạn chế và làm chủ những thông tin cá nhân trên mạng | ” |
| — Belisa Vranich-Chuyên gia tâm lý | |   |

Một số phụ nữ khi bị thất tình thì có thói quen là buồn bã, tìm đến chất kích thích để giải sầu rồi sau đó lại gọi điện thoại hoặc nhắn tin cho người cũ nhất là vào thời điểm ngà ngà say. Các chuyên gia đánh giá đây cũng là hành động không nên.
| “                                             | Việc một cô gái uống rượu say rồi gọi điện cho bạn trai cũ là rất bình thường. Tuy nhiên, gọi điện sẽ khiến cô ta nghe được giọng nói của chàng trai và phải nghĩ ra một điều gì đó để nói. Nhắn tin thì đơn giản hơn rất nhiều nên nếu nhớ người xưa, việc cô ta cầm điện thoại lên để nhắn cho người yêu đôi ba dòng tin thật đơn giản và dễ dàng vì cô ta sẽ có nhiều thời gian để suy nghĩ và không cần nghe giọng nói của người yêu để thấy trái tim mình đau nhói | ” |
| — Dean Parker, chuyên gia tâm lý lâm sàng học | |   |

Chuyên gia tâm lý Belisa Vranich cũng đồng ý quan điểm này.
| “                                  | Việc thực hiện những dòng tin nhắn quá đơn giản và dễ dàng nhưng lại dễ gây ra hậu quả nghiêm trọng. Điều này không chỉ khiến trái tim của bạn bị tổn thương nặng nề mà thậm chí còn làm chàng thấy bị ép buộc khi phải trả lời lại. Thậm chí, nếu anh ấy chưa sẵn sàng hoặc tin nhắn đáp lại không mấy thiện chí, bạn còn cảm thấy khó chịu hơn. Thêm nữa, những tin nhắn qua lại được lưu giữ trong máy vì vậy bạn có thể đọc lại và dễ bị ám ảnh | ” |
| — Belisa Vranich-Chuyên gia tâm lý | |   |

### Nam giới

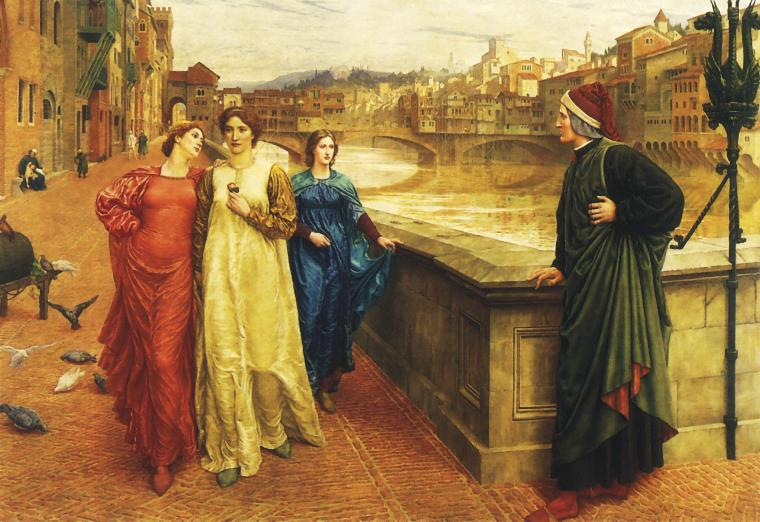
Họa phẩm mô tả cảnh lụy tình của Dante

Nhìn chung thì đàn ông thường dễ yêu và yêu nông nổi hơn phụ nữ, nam giới thường là người chủ động tỏ tình, cũng như ít khi bị động lúc chia tay. Họ thường được cho là thủ phạm hơn là nạn nhân nên cũng mang nhiều tai tiếng. Nhưng khi thất tình, họ cũng có những biểu hiện đau khổ và nhiều người trong số đó thường tìm đến rượu chè để giải sầu. Ở góc độ tâm lý và tình cảm thì đàn ông cũng có nhu cầu tình cảm như phụ nữ, khác với nữ giới khi gặp thất bại trong chuyện tình cảm, phần lớn đàn ông thường tìm cách để vượt qua thay vì chỉ ngồi một mình và đau khổ, dằn vặt trong một thời gian dài. Một số ý kiến cho rằng đàn ông thất tình càng nhiều lại càng có tâm lý vững và tình trạng sức khỏe ổn định hơn và nếu bị thất tình tới lần thứ hai thì họ đã có thể tự điều chỉnh tâm lý và không còn nghĩ tới những vấn đề đó nữa. Tuy vậy, đàn ông vẫn có những người đa sầu, đa cảm, lụy tình cần được chia sẻ.
Khi bị thất tình, đàn ông có xu hướng thực hiện một số việc như: rủ bạn đi chơi để tránh suy nghĩ quá nhiều về chuyện cũ nhưng đa phần họ lại không thích tâm sự hoặc kể cho bạn bè nghe về chuyện chia tay của mình. Nhiều người tìm đến rượu để quên đi nỗi buồn về những chuyện đã xảy ra và để có thể thoải mái nói ra hết tâm sự của mình, nhất là những lúc đang say. Một số người thì kiếm người mới càng nhanh càng tốt bằng cách bắt đầu hẹn hò hoặc tán tỉnh một cô gái khác. Họ cũng thích đến những nơi đông người, ồn ào náo nhiệt. Những địa điểm này rất tốt để xả stress và có thể họ sẽ có cơ hội gặp được những cô gái khác. Riêng đối với đàn ông trên 30 tuổi sau khi chia tay với người yêu, họ sẽ chọn vượt qua nỗi buồn bằng cách làm việc chăm chỉ hơn vì cho rằng, làm việc nhiều sẽ giúp họ bớt nghĩ về những kỷ niệm trong quá khứ. Và một số người sử dụng các hình thức giết thời gian như xem tivi, đi du lịch, chơi thể thao, tập thể hình... đặc biệt là tích cực giải trí trên mạng như chơi game, lướt web, tán gẫu, đọc blog hoặc xem phim để quên nỗi sầu.

## Khuyến nghị

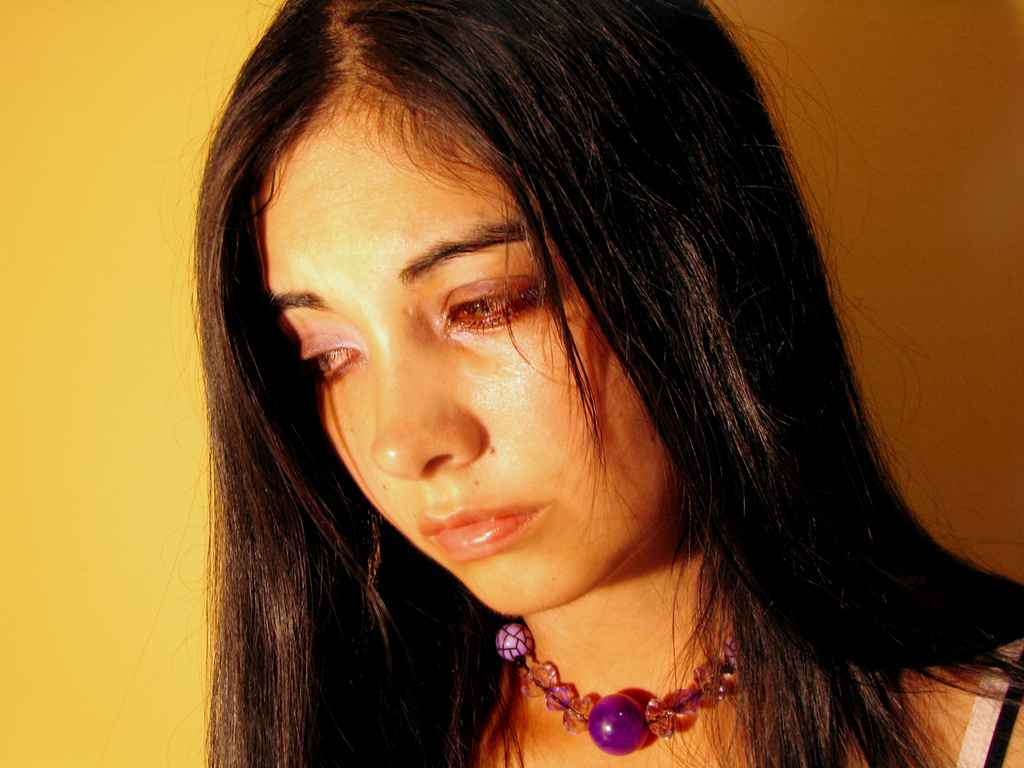
Những giọt nước mắt đau khổ

Để vượt qua tâm trạng thất tình và đạt được trạng thái cân bằng hoặc tích cực hơn trong cuộc sống, có nhiều ý kiến, lời khuyên chung cho những người trong cuộc hoặc những lời khuyên dành cho cả hai giới. Một số lời khuyên của các chuyên gia như:
Áp dụng các biện pháp cắt đứt liên hệ giữa hai người để tránh tình trạng nhung nhớ về nhau. Trong trường hợp hai người có mối quan hệ trên mạng xã hội, chẳng hạn như mạng Facebook thì nên lập tức chặn đối tác đó trên Facebook. Chặn tất cả những gì liên quan tới đối tác trong trang web để không còn thấy sự xuất hiện nữa, hành động ít nhiều sẽ giúp người có tâm trạng thất tình cảm thấy tốt hơn. Một số cô gái hay nhắn tin cho người cũ nhất là vào thời điểm ngà ngà say, vì vậy có khuyến cáo rằng trước khi uống rượu giải sầu thì nên tránh liên lạc. Trong trường hợp đối tác nhắn tin cho bạn thì có thể cởi mở và thân thiện nhưng đừng sa đà. Theo chuyên gia tâm lý thì người phụ nữ chỉ cần nhắn lại với nội dung đơn giản: Em rất vui khi nhận được tin nhắn này nhưng giờ em đang bận, chúng ta sẽ nói chuyện sau nhé!.
Chuẩn bị tốt hơn về nhận thức, về tâm lý, theo đó cần có quan điểm rằng: Tình yêu không thể tránh khỏi những giận hờn, đau buồn và đó là quy luật tự nhiên con người buộc phải đối mặt, không nên trốn tránh. Thời gian sẽ là liều thuốc có thể chữa lành mọi vết thương, quan trọng hơn là đừng lãng phí tuổi trẻ bởi phiền muộn và đau đớn. Đồng thời, người thất tình phải có thái độ dũng cảm đối mặt với khó khăn và sẵn sàng đón nhận tình yêu mới, vạch ra các kế hoạch cho tương lai và làm chủ cuộc sống mới của mình, cũng như không đổ lỗi hay chỉ trích hành động của người cũ. Một ý kiến khác cho rằng khi chia tay một người tình thì nên xem như trải nghiệm trong tình yêu, là cơ hội để yêu bản thân hơn và bước đến với người mới. Thất tình không phải một thảm họa và chỉ nên xem nó như một sự cố khách quan.. Ngoài ra, có lời khuyên cho rằng nên xem phim hài và tạm thời quên đi nỗi buồn. Nhiều chuyên gia có những lời khuyên khác nhau đối với hai giới.